# William James Beal
William James Beal (11 tháng 3 năm 1833 – 12 tháng 5 năm 1924) là một nhà thực vật học Hoa Kỳ.

## Tiểu sử
Beal sinh ra tại Adrian, Michigan, trong gia đình William và Rachel (Comstock) Beal, ông kết hôn với Hannah Proud vào năm 1863. Ông theo học Đại học Michigan, và tốt nghiệp cử nhân vào năm 1859 và bằng Thạc sĩ vào năm 1862; ông cũng nhận đượca bằng cử nhân khoa học từ Đại học Harvard, 1865, và bằng Thạc sĩ từ Đại học Chicago, 1875, và nhiều bằng danh dự khác.
Ông hoạt động với tư cách là giáo sư thực vật học tại Đại học Chicago trong khoảng thời gian 1868-70, sau đó làm việc tại Trường Đại học Nông nghiệp Michigan (hiện tại là Đại học bang Michigan), nơi ông làm việc cũng với tư cách giáo sư thực vật học (1871-1910), và là ủy viên ban quản trị của bảo tàng (1882-1903). Ông cũng từng có thời gian làm giám đốc của Ủy ban về Rừng của tiểu bang trong khoảng thời gian (1889-1892).
Beal là người sáng lập ra Vườn Thực vật W. J. Beal của tiểu bang Michigan, đây là vườn thực vật hoạt động liên tục lâu nhất ở Hoa Kỳ. Ông cũng là một trong những người đi tiên phong trong việc phát triển ngũ cốc lai. Ông là tác giả của các cuốn sách The New Botany, Grasses of North America, và History of Michigan Agricultural College. Năm 1879 ông bắt đầu một trong những thí nghiệm thực hiện trong một thời gian dài nhất của thực vật học. Ông đổ đầy 20 chai lọ với một hỗn hợp cát và hạt giống, trong mỗi chai có 50 hạt giống từ 21 loài thực vật. Sau đó các chai được đem đi chôn, cổ của các chai này được đặt chúi xuống để nước không thể lọt vào. Tiếp theo các chai lọ sẽ được đào lên vào các thởi điểm bất kỳ cách khoảng, và các hạt giống sẽ được gieo để xem bao nhiêu trong số chúng sẽ nảy mầm. Thí nghiệm này vẫn đang được thực hiện, với cái chai tiếp theo sẽ được đào lên vào năm 2020, và kết thúc thí nghiệm vào năm 2100. Mục đích là để xem xét khoảng thời gian chúng ta có thể giữ hạt giống trước khi các hạt này không thể mọc được nữa.
Năm 1887, Ông và Giáo sư Rolla C. Carpenter lập ra "Collegeville", vùng lân cận đầu tiên ở nơi này sau trở thành East Lansing.
Ông nghỉ hưu tại Amherst, Massachusetts, và mất tại đây vào năm 1924.

## Phát biểu
Merely learning the name of a plant or parts of a plant can no longer be palmed off as valuable training.